# .ky
.ky è il dominio di primo livello nazionale assegnato alle Isole Cayman.
Originariamente amministrato dal governo delle Isole Cayman, nel 2003 la gestione è stata trasferita a un organo indipendente denominato Information and Communications Technology Authority (ICTA). Nel 2017 ICTA è confluita nell'agenzia Utility Regulation and Competition Office (OfReg). Dal 2015 i domini sono gestiti da Uniregistry.